# Gustave Le Bon
Charles-Marie-Gustave Le Bon, född den 7 maj 1841 i Nogent-le-Rotrou, Frankrike, död 13 december 1931, var en fransk polyhistor, vars intresseområden omfattade antropologi, psykologi, sociologi, medicin och fysik. Mest känd är han för sitt verk Massans psykologi (1895) vilket betraktas som ett av de mest banbrytande verken inom mass- och socialpsykologin. Det översattes till svenska år 1912 och utgavs i nytryck år 2016.

## Teori
Individen i kollektivet, vilken Le Bon benämner Massindividen, ger upp sin självmedvetenhet och agerar mer utifrån irrationella suggestioner än utifrån rationellt kalkylerande. I detta spinner Le Bon vidare på Gabriel Tardes teori om grupptänkande och Michel de Montaignes teori om allmän åsikt (l’opinion publique, public opinion).
De nya kollektiven, såsom arbetarklassen, kallar Le Bon för heterogena kollektiv. Dessa är inga naturliga kollektiv, vilket de homogena kollektiven, exempelvis bondeklassen och adeln, däremot är. De homogena kollektiven är naturliga, dels eftersom de bär på en lång tradition och dels eftersom individerna i dessa kollektiv knyts samman på ett naturligt sätt.
De nya kollektiven var lättpåverkbara för demagoger och rabulister, menade Le Bon och oroade sig särskilt för den socialistiska rörelsen. I kollektivet, menar Le Bon, blir individen en våldsbenägen barbar, som frigörs från sina naturliga restriktioner och förlorar känslan för ansvar; detta hade visats av franska revolutionen åren 1789–1799 och Pariskommunen år 1871.

## Inflytande
Idéerna i Massans psykologi kom att påverka de totalitära diktatorerna Lenin, Mussolini och Hitler. Le Bon är över huvud taget en kontroversiell person som har bidragit till spridning av rasistiska, elitistiska och sexistiska teorier. I sin egenskap av antropolog fungerar han än i dag som "vetenskaplig garant för den nationalistiska extremhögern". Men idéerna i Massans psykologi sträcker sig över de ideologiska gränserna: Theodore Roosevelt och progressiva amerikaner i början av 1900-talet var till exempel djupt påverkade av Le Bons verk. Andra som har påverkats av verket är Freud och José Ortega y Gasset.

## Eftermäle
Asteroiden 10838 Lebon är uppkallad efter honom.